# Kaja Norbye
Kaja Norbye (19 maggio 1999) è una sciatrice alpina norvegese.

## Biografia
Figlia di Vibeke Hoff e sorella di Tuva, a loro volta sciatrici alpine, e attiva in gare FIS dal novembre del 2015, Kaja Norbye ha debuttato in Coppa Europa il 9 febbraio 2016 partecipando allo slalom speciale di Pomporovo non riuscendo a completare la seconda manche. Nel 2018 ai Mondiali juniores che si sono disputati a Davos ha vinto la medaglia d'argento nella gara a squadre.
Il 31 gennaio 2019 ha conquistato il suo primo podio in Coppa Europa, arrivando 2ª nello slalom gigante di Berchtesgaden, e 10 febbraio successivo la prima vittoria, nelle medesime specialità e località. Il 19 febbraio 2019 si è aggiudicata la medaglia di bronzo nello slalom gigante e la medaglia d'argento in combinata ai Mondiali juniores disputati sulle nevi della Val di Fassa e l'8 marzo successivo ha esordito in Coppa del Mondo, nello slalom gigante di Špindlerův Mlýn (22ª); ai Mondiali juniores di Narvik 2020 ha vinto la medaglia di bronzo nello slalom gigante. Non ha preso parte a rassegne olimpiche o iridate.

## Palmarès

### Mondiali juniores
- 3 medaglie:
  - 2 argenti (gara a squadre a Davos 2018, combinata a Val di Fassa 2019)
  - 2 bronzi (slalom gigante a Val di Fassa 2019; slalom gigante a Narvik 2020)

### Coppa del Mondo
- Miglior piazzamento in classifica generale: 80ª nel 2020

### Coppa Europa
- Miglior piazzamento in classifica generale: 3ª nel 2019
- Vincitrice della classifica di slalom gigante nel 2019
- 5 podi:
  - 1 vittoria
  - 3 secondi posti
  - 1 terzo posto

#### Coppa Europa - vittorie
| Data             | Località      | Paese    | Specialità |
| ---------------- | ------------- | -------- | ---------- |
| 10 febbraio 2019 | Berchtesgaden | Germania | GS         |

Legenda:

GS = slalom gigante

### Nor-Am Cup
- Miglior piazzamento in classifica generale: 14ª nel 2022
- 2 podi:
  - 2 terzi posti

### Campionati norvegesi
- 4 medaglie:
  - 1 oro (slalom speciale nel 2018)
  - 3 bronzi (discesa libera nel 2016; slalom parallelo nel 2018; slalom gigante nel 2019)